# 愛知県公立大学法人
愛知県公立大学法人（あいちけんこうりつだいがくほうじん、英: Aichi Public University Corporation）は、日本の公立大学法人。愛知県立大学、愛知県立芸術大学の設置者である。

## 概要
総務大臣、文部科学大臣から法人設立の認可を2007年（平成19年）3月19日に受け、愛知県が設立団体となって同年4月1日に愛知県公立大学法人を設立するとともに、同法人による県立3大学の運営を開始した。初代理事長は清水哲太元トヨタホーム会長。清水理事長の下、2009年には愛知県立大学と愛知県立看護大学を統合した。

## 設置している諸学校

### 大学
- 愛知県立大学
- 愛知県立芸術大学

## かつて設置していた諸学校

### 大学
- 愛知県立看護大学 - 2009年に愛知県立大学と統合。